# Mitridates IV d'Ibèria
Mitridates IV o Mihrdat IV d'Ibèria (en georgià : მირდატ IV, llatí Mithridates) fou un rei d'Ibèria de la dinastia cosròida, que va regnar del 409 al 411.
Mihrdat IV era fill de Varaz Bakur II d'Ibèria i de la filla de Tiridates I d'Ibèria. Va succeir al seu germanastre Pharsman IV d'Ibèria, que era més gran que ell però l'església considerava a Mitridates amb més drets per ser de la primera i legitima esposa. Segons les cròniques georgianes, no va regnar més que dos anys i se'l defineix com a guerrer valerós però sense fe ni temor de Déu. També diu que no va servir al Senyor ni va bastir cap església i per la seva arrogància va esdevenir enemic dels grecs (és a dir l'Imperi Romà d'Orient) i dels perses. Derrotat pels sassànides, fou capturat i deportat a l'Iran on va morir (no se sap quan) i el va succeir el seu fill Artxil d'Ibèria.